# Буклирование

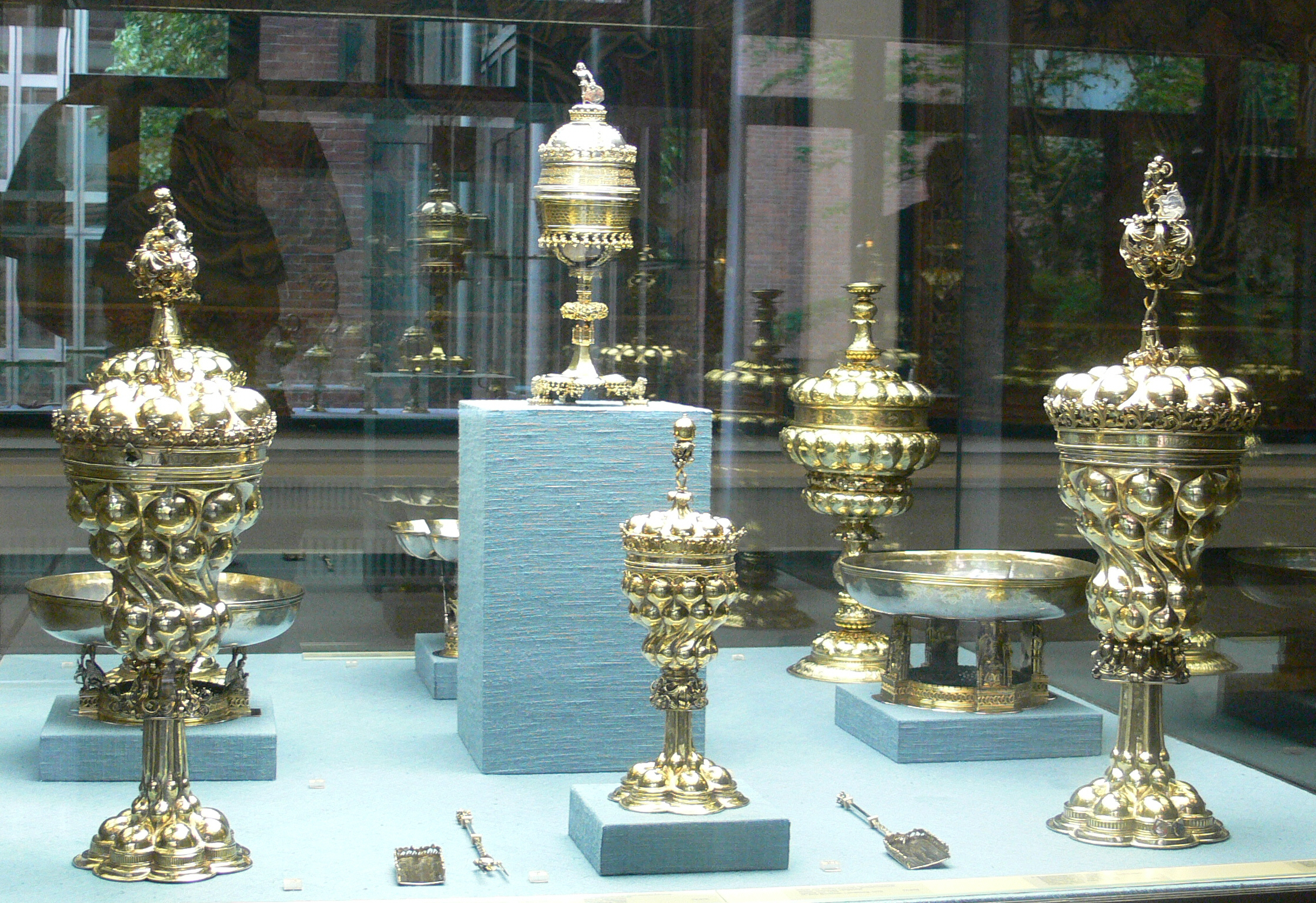
Выпуклости-букли на акелей-бокалах

Буклирование (от нем. Buckel — выпуклость, возвышенность) — разновидность дифовки («разгонки, выколотки»), одной из техник холодной обработки металла — торевтики — в ювелирном деле и декоративно-прикладном искусстве.
При буклировании мастер создаёт, с помощью специального инструмента с округлой ударной поверхностью, крупные выпуклости на поверхности металла, напоминающие «букли», отсюда название. Особенно часто этот приём применялся немецкими ювелирами: так, нюрнбергские мастера широко использовали буклирование при изготовлении акелей-бокалов. Буклями также было принято украшать серебряные таццы. Буклирование, во-первых, увеличивало полезный объём изделия; во-вторых, создавало особую игру света на его поверхности.
Когда кубки немецких мастеров попали в Россию, гладкие выпуклости-букли на их поверхности вызвали у русских ассоциации с формой различных фруктов. Поэтому такие кубки стали называть «яблочными», «виноградными» и «ананасными».